# Anzerský ostrov
Anzerský ostrov (rusky остров Анзерский), někdy též Anzer, je se svými 47 km² druhým největším ze skupiny Soloveckých ostrovů v Bílém moři. Jedinými stálými obyvateli jsou poustevníci, obývající Anzerskou poustevnu sv. Trojice a Poustevnu Ukřižování na Golgotě (spadají pod Solovecký klášter). Ostrov je v rukou Ruské pravoslavné církve a přístup na něj je omezený.

## Obecná charakteristika
Anzerský ostrov se nachází v severovýchodní části Soloveckých ostrovů. Od Soloveckého ostrova jej odděluje pětikilometrový průliv Anzerská salma. Ten je značně hluboký (až 65 m), voda je zde neklidná a plná silných proudů. Tyto okolnosti činily ostrov vždy obtížně dostupným a poněkud izolovaným od hlavního osídlení.
Tvar Anzerského ostrova je značně protáhlý, což ostatně prozrazuje už jeho název - Anzer znamená vepsky velmi protáhlý ostrov. Na délku měří 17 km, jeho šířka na západě nepřesahuje 7,5 km, k východu se zužuje. Stejně jako ostatní zdejší ostrovy, i pobřeží Anzerského ostrova je značně členité, mezi nejhlubší zátoky patří Trojická, Kaporská a Kirillovská.
Povrchem se příliš neliší od Soloveckého ostrova - je převážně kopcovitý, zarostlý hustými smíšenými severskými lesy a bažinami. Taktéž zde nalezneme mnoho jezer (okolo 70), z nichž největší je Svaté jezero u poustevny sv. Trojice a Golgotské jezero na úpatí vrchu Golgoty. Nachází se zde nejvyšší vrchol celého souostroví, Verbokolský (86 m), nejvyšším osídleným bodem je zmíněná Golgota (64 m).
Žije zde řada drobnějších zvířat jako např. lišky, zajíci, tuleni, husy, kachny a různé druhy racků.

## Historie
Anzerský ostrov byl pod názvem Vanzera upomínán již v polovině 15. století v prvních novgorodských dopisech Soloveckému klášteru, i když dochované labyrinty ve východní části ostrova svědčí o přítomnosti lidí již mnohem dříve. Ve 2. polovině 16. století zde žilo až 70 soloveckých mnichů, kteří provozovali rybolov a vařili sůl (tzn. odpařovali mořskou vodu).

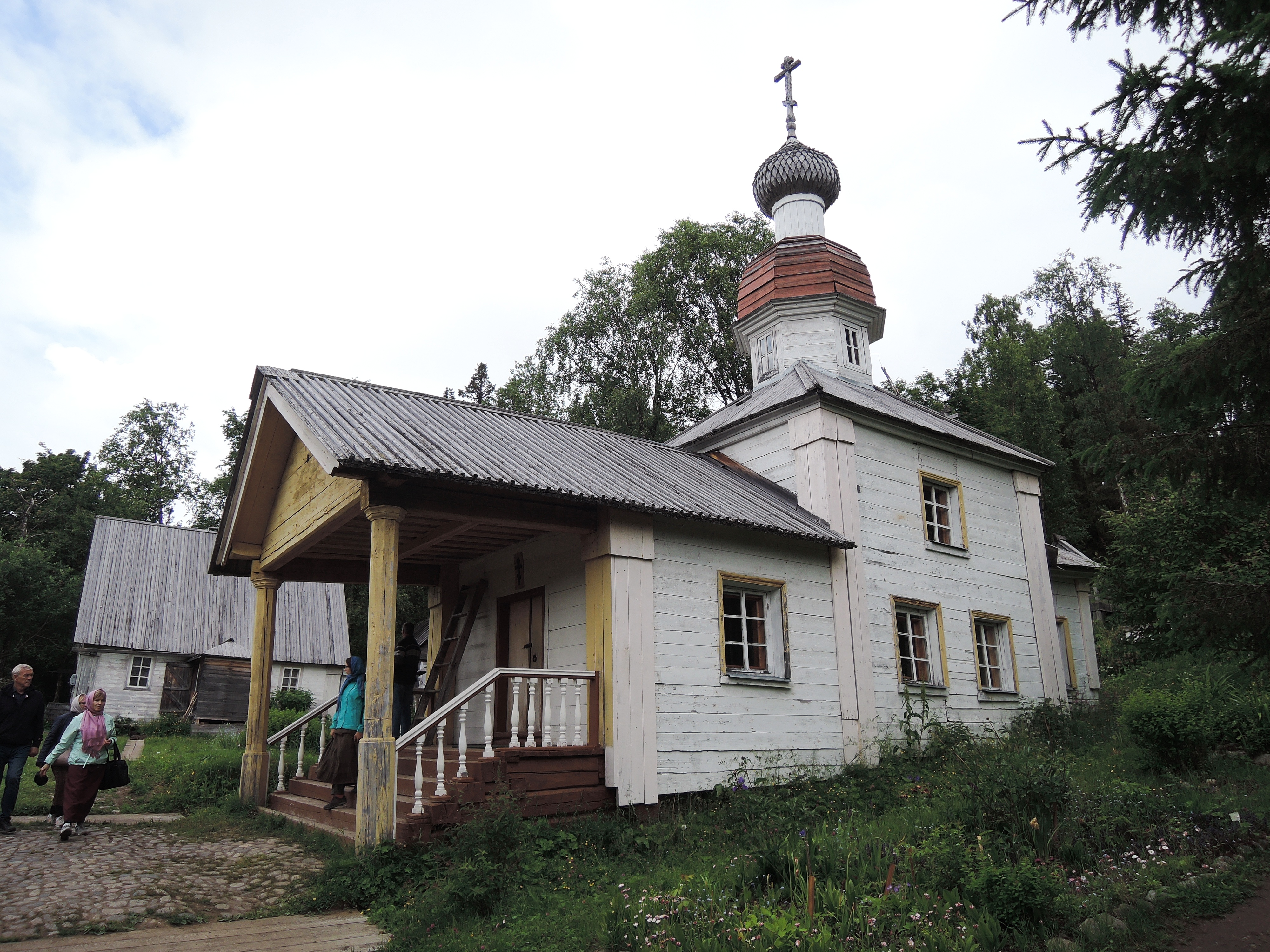
Chrám Ukřižování Ježíše Krista na úpatí Golgoty

Roku 1612 se zde usídlil mnich Eleazar (místo jeho přebývání se dnes nazývá Poustevna sv. Eleazara). Ten za podpory cara Michaila I. v roce 1620 založil na břehu hluboké zátoky poustevnu sv. Trojice. Odlehlý ostrov nebyl pro první soloveckou poustevnu vybrán náhodou - byl dostatečně izolován od mateřského kláštera a nabízel tak ideální podmínky k modlitbám a rozjímání.
V roce 1712 založil na vrchu Golgota bývalý zpovědník Petra I. Iov, poslaný na Solovecké ostrovy do vyhnanství, nevelkou poustevnu s velmi přísnými pravidly (dnes Poustevna Ukřižování na Golgotě). Tehdy také vznikl dřevěný chrám Ukřižování Ježíše Krista, který se dochoval do dnešních dnů, byť byl později přenesen z vrcholu na úpatí Golgoty. K přemístění došlo v souvislosti s výstavbou kamenného chrámu Vzkříšení Páně s vysokou zvonicí a majákem v letech 1828-1830. Ten se stal díky své poloze nepřehlédnutelnou dominantou ostrova.
Od roku 1874 zde také mniši provozovali záchranářskou stanici na pomoc lodím, které se v okolních vodách dostaly do nesnází.

### Gulag
V letech 1923-1939 sloužily anzerské poustevny jako 6. oddělení Soloveckého tábora zvláštního určení. Posíláni sem byli především nemocní (ostrov je bezpečně izolován od ostatních), někdy ale také kněží či vězni, kteří se měli provinit proti táborovým regulím. Podle svědectví těch nemnohých, kteří se odsud vrátili, byly podmínky zde krajně nelidské. Marodi byli léčeni smrtí. Vězni umrzali ve sklepích golgotské poustevny, dusili se namačkáni v nevelkém chrámu Ukřižování Ježíše Krista, byli ubíjeni či prostě stříleni.

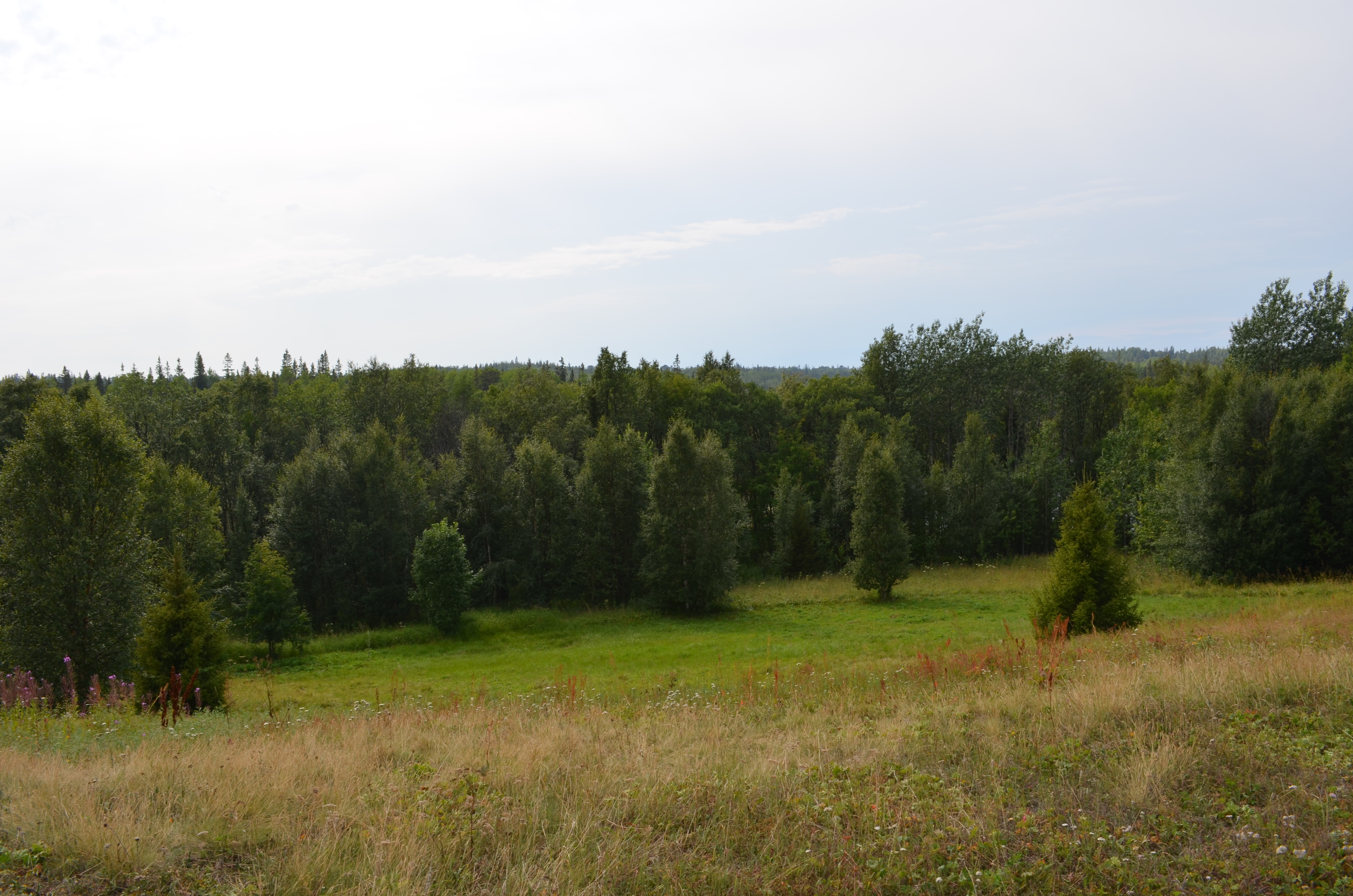
Louka Bohorodičky

Hrůzy anzerského izolátoru více než výmluvně dokazují objevené masové hroby s ostatky tisíců vězňů. Nad objevenými ostatky metropolity voroněžského a zadonského Petra (později svatořečeného) na úpatí Golgoty dnes stojí nevelká dřevěná kaple.
Jediným, kdo zde mohl přežít v relativně snesitelných podmínkách, byly těhotné ženy (často nosící děti dozorců, kteří je znásilnili). Děti však byly trestankyním nedlouho po porodu odebírány a bez jakékoliv evidence předávány dětským domovům (což činilo pozdější identifikaci téměř nemožnou).

### Obnova duchovního života
Po zrušení soloveckého gulagu Anzerský ostrov zcela zpustnul, vstup sem byl omezen, jen v letních měsících solovečtí kolchozníci přijížděli kosit louky na seno či pást dobytek. Duchovní život zde byl obnoven roku 1994, kdy byl na úpatí Golgoty vztyčen kříž upomínající solovecké mučedníky, kteří zahynuli ve zdejším táboře. Ostrov byl předán do rukou Ruské pravoslavné církve a postupně bylo přikročeno k opravám zchátralých objektů, od roku 2000 zde již trvale žijí poustevníci (Poustevna Ukřižování na Golgotě a Anzerská poustevna sv. Trojice).

## Přístup na ostrov
Vstup na ostrov je omezen vzhledem k povaze poustevnického života. Lze se sem dostat pouze s organizovanými turistickými skupinami, které zajišťuje Solovecký klášter a Solovecké muzeum. V letní sezóně bývá vypravováno až několik lodí týdně, avšak pouze mimo neděle a církevní svátky. Pohyb po ostrově je možný pouze pod dohledem oficiálního průvodce a v patřičném oblečení (muži dlouhé kalhoty, ženy dlouhé sukně a šátek). Fotografování poustevníků je zakázáno, kouřit se nesmí na celém ostrově.

## Poustevny
- Anzerská poustevna sv. Trojice
- Poustevna sv. Eleazara
- Poustevna Ukřižování na Golgotě

## Galerie

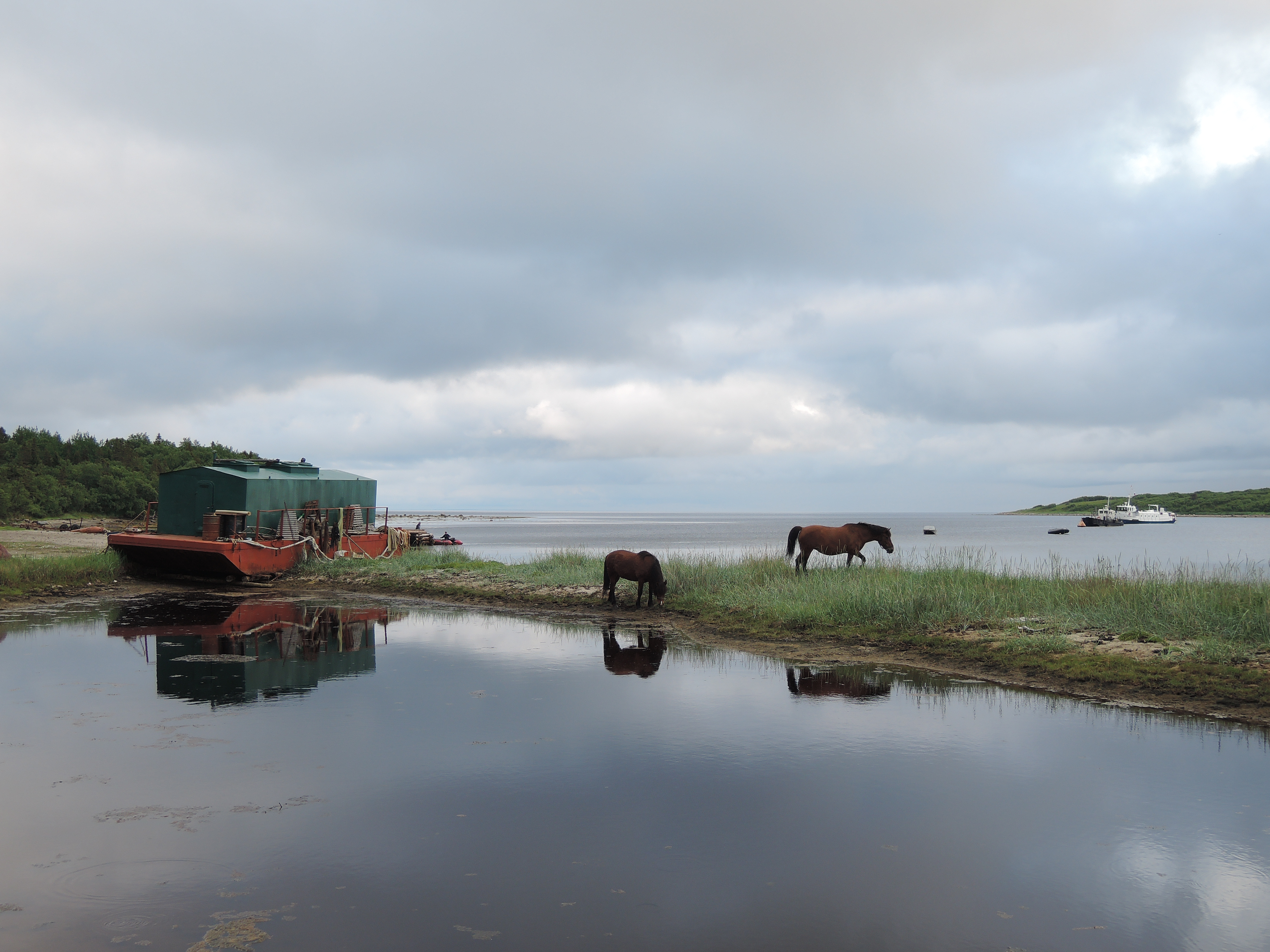
Kapelská zátoka
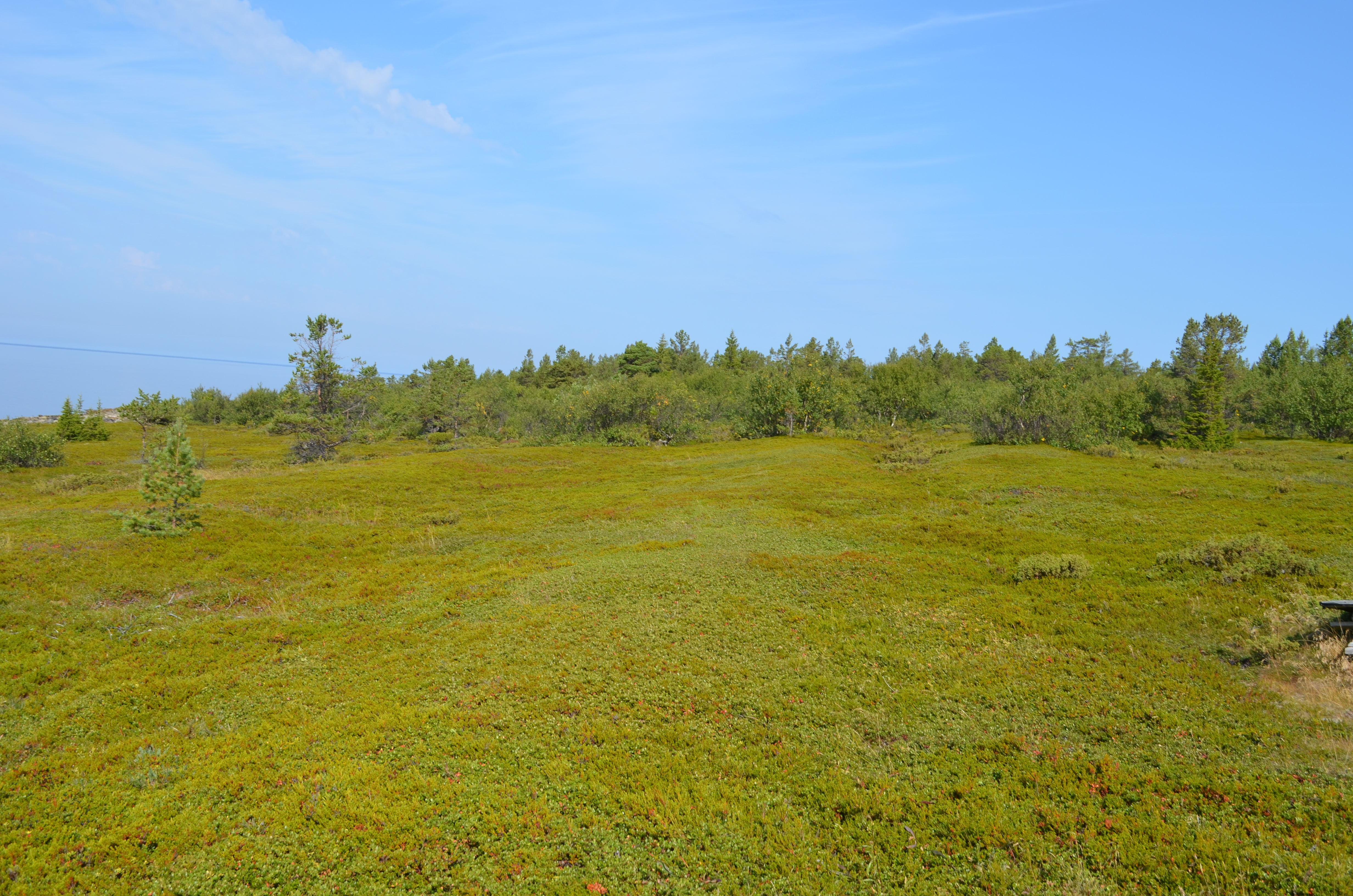
Anzerská tundra, mys Keňga
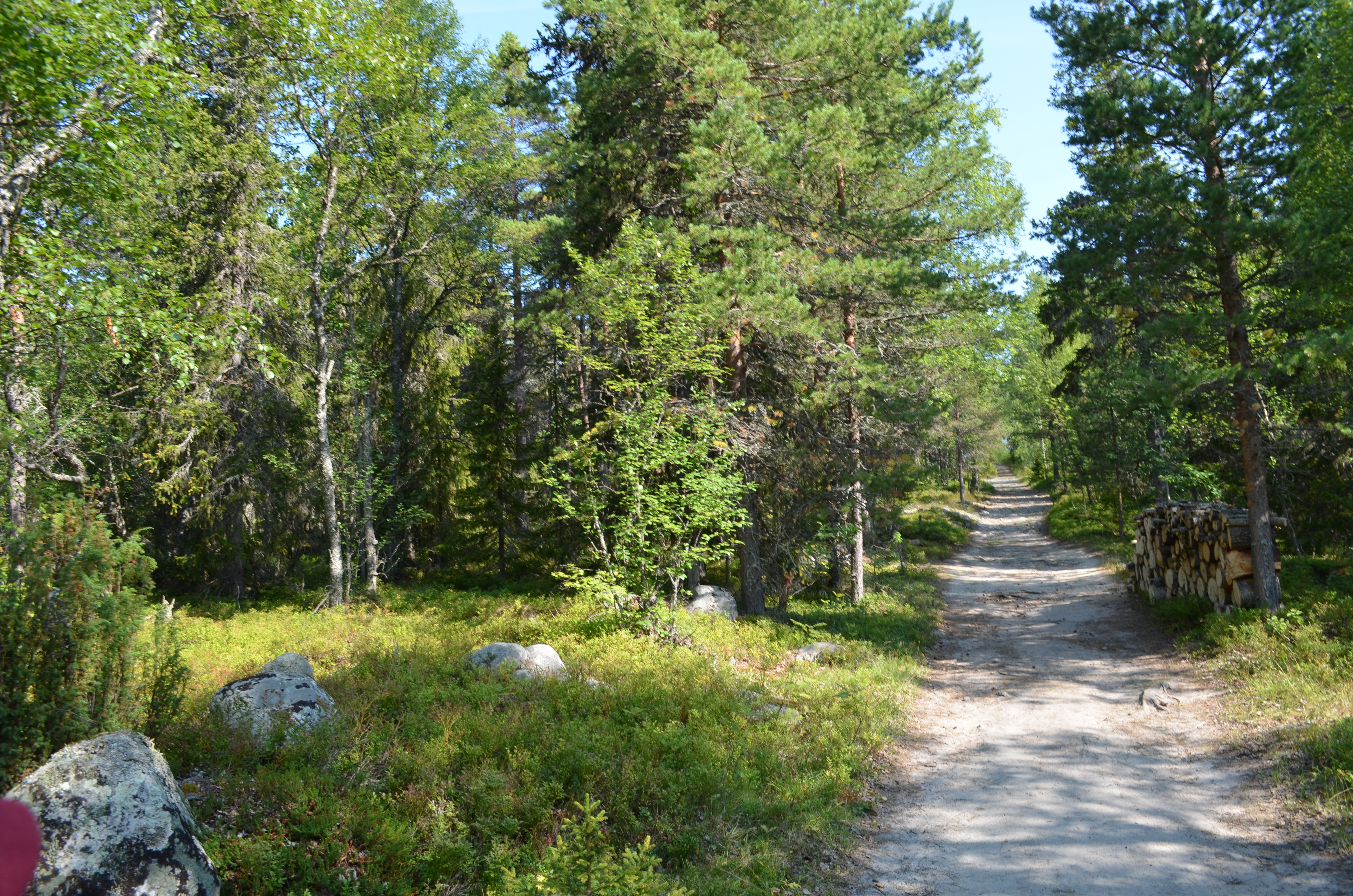
Anzerská tajga
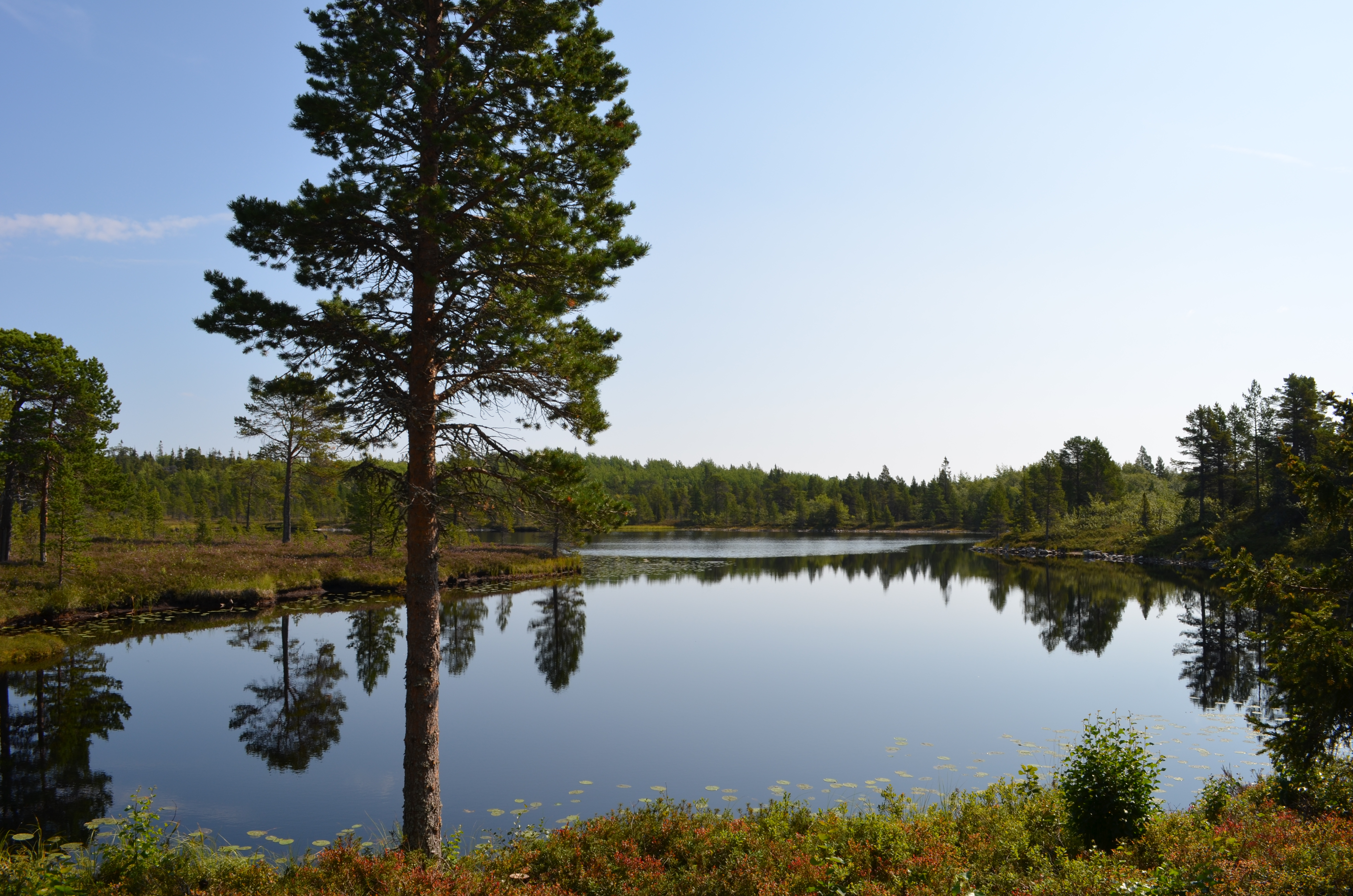
Jezero
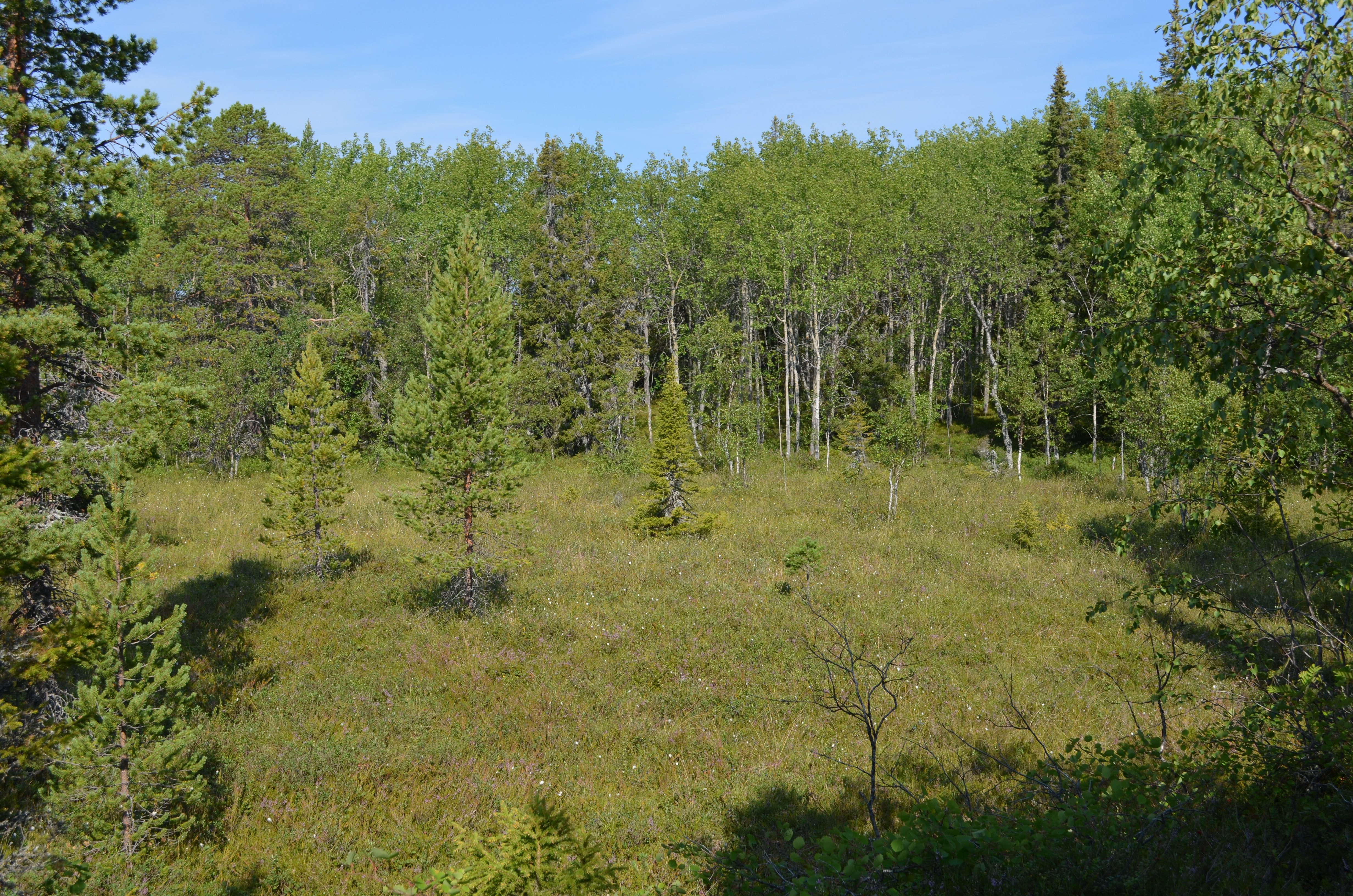
Močál
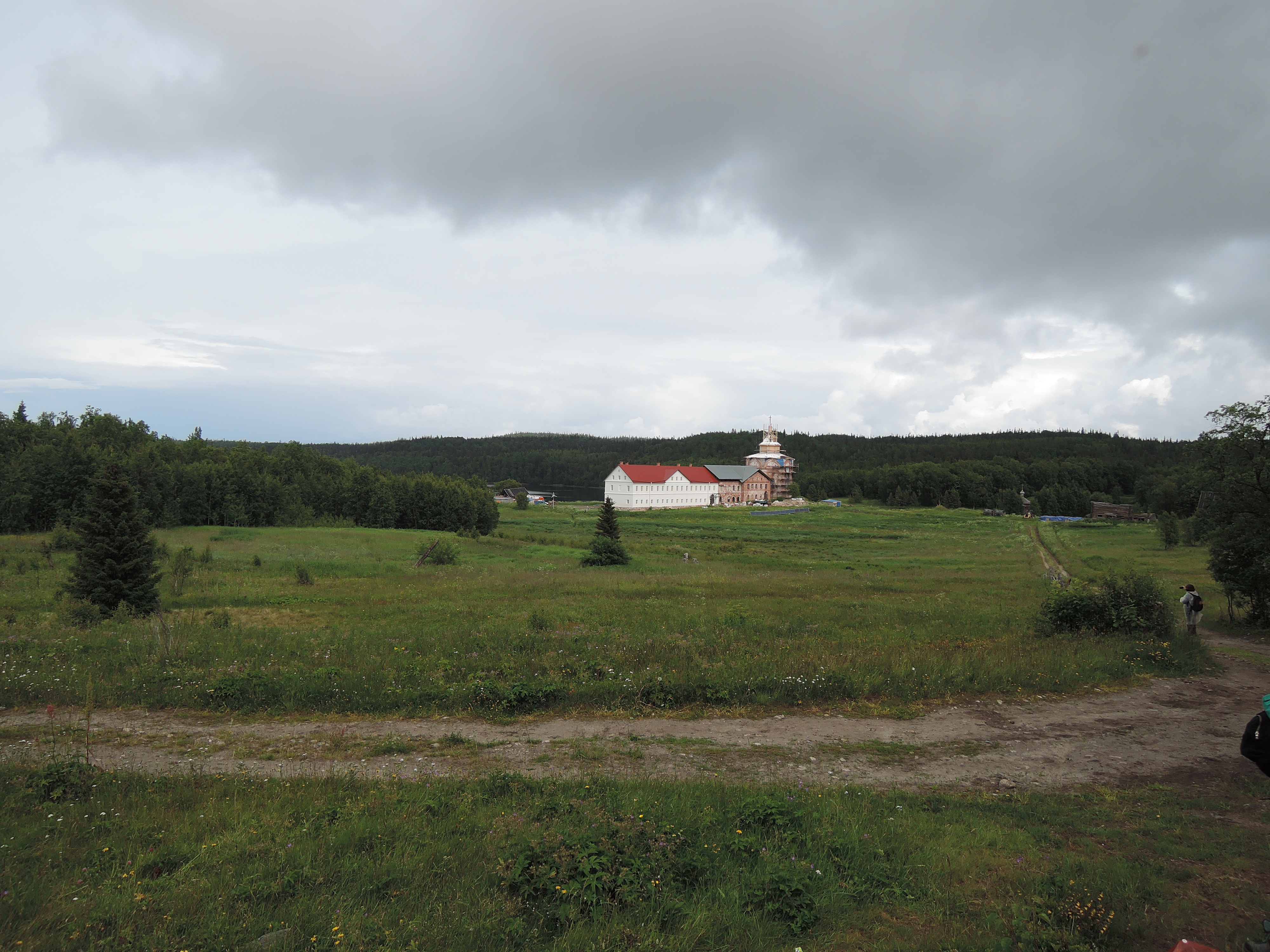
Poustevna sv. Trojice
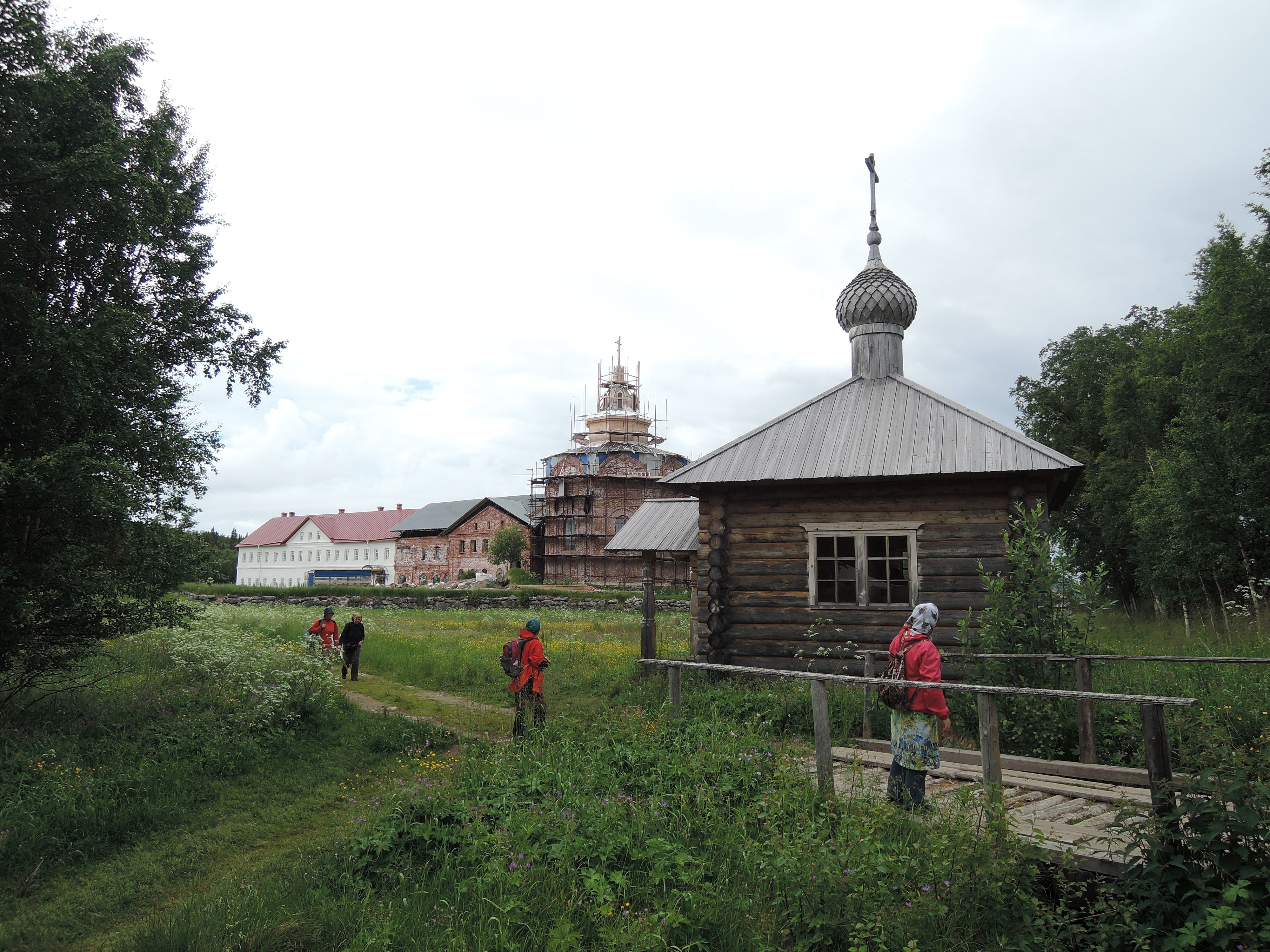
Poustevna sv. Trojice
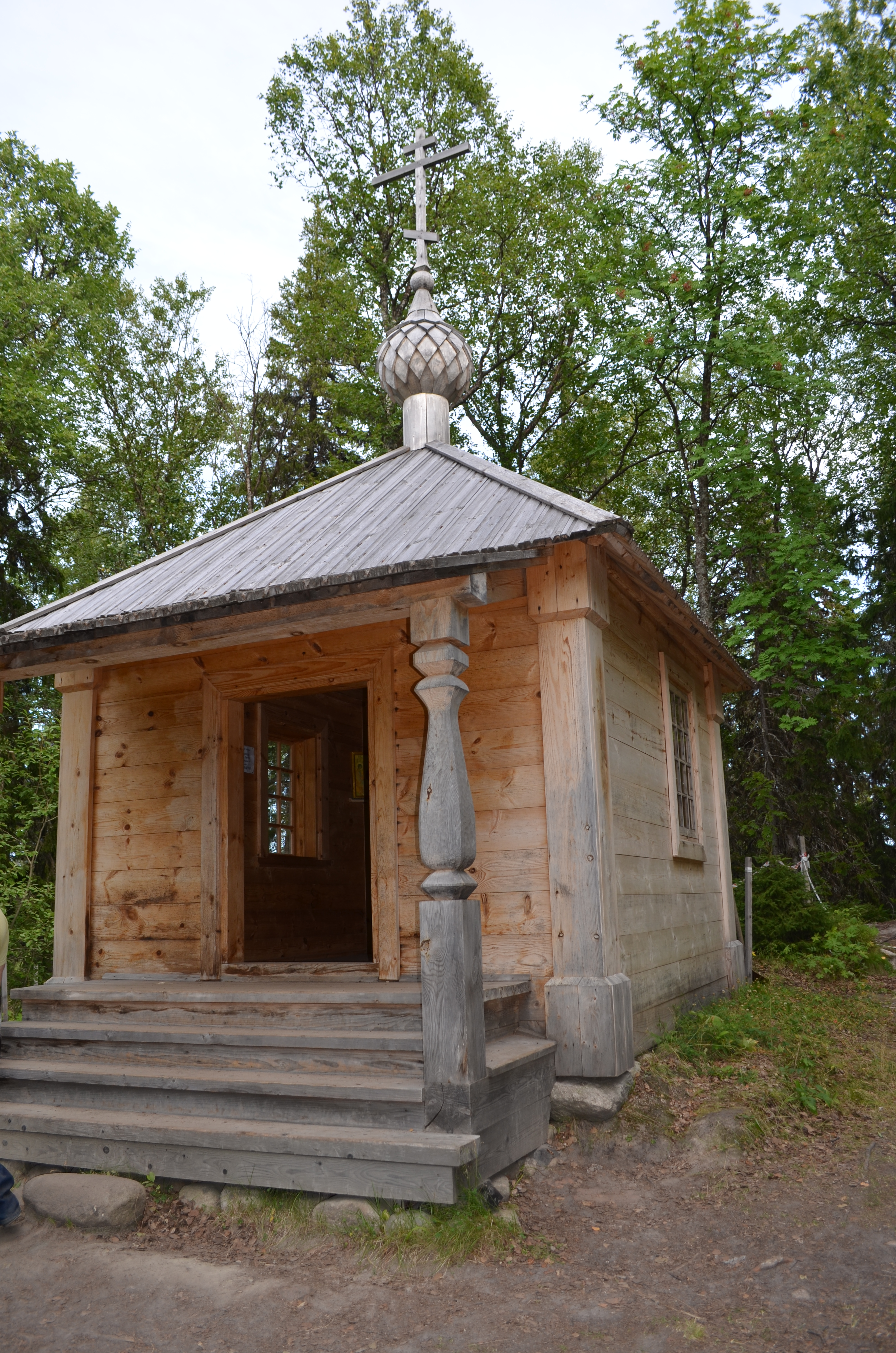
Poustevna sv. Eleazara
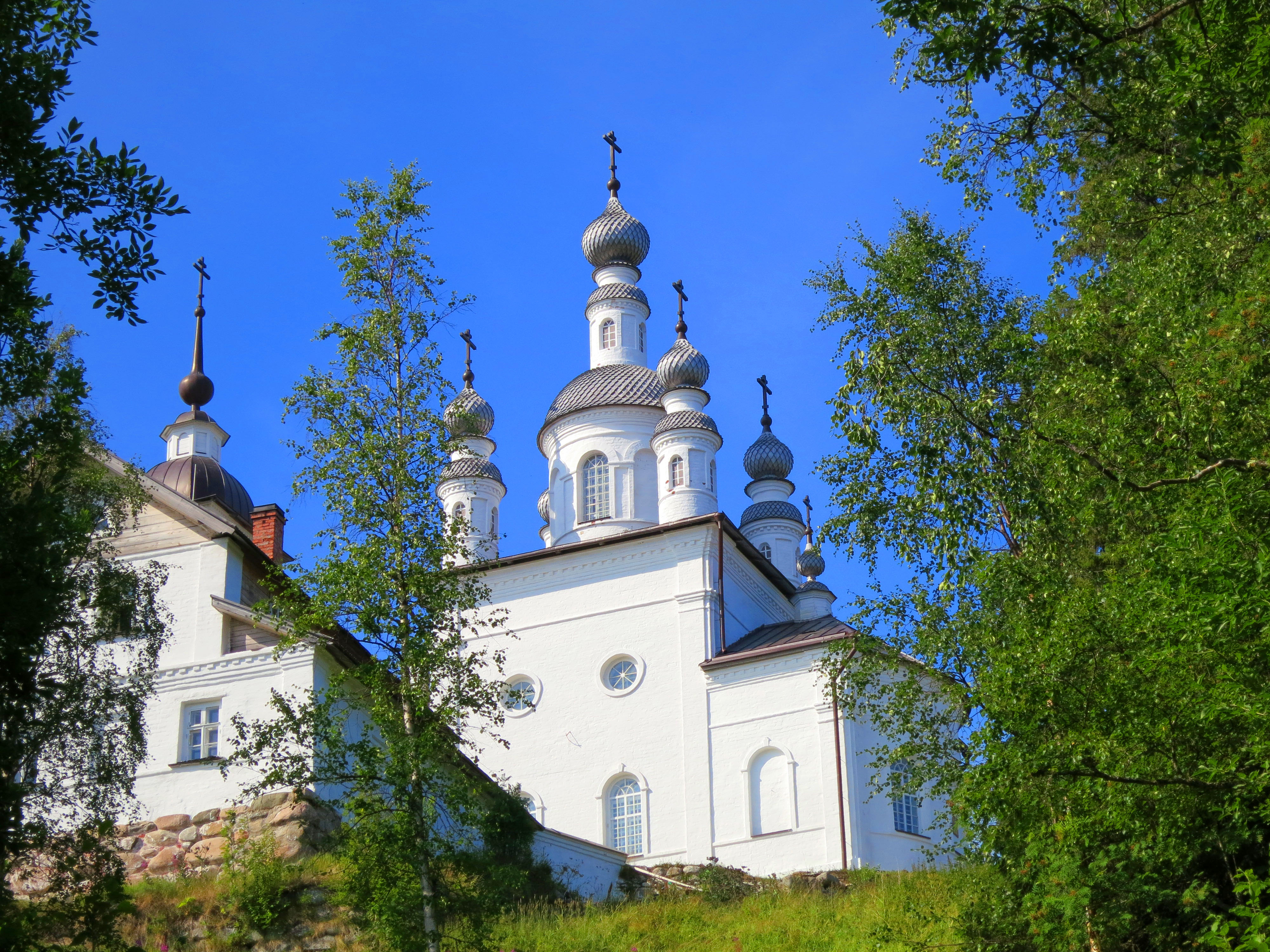
Poustevna Ukřižování na Golgotě
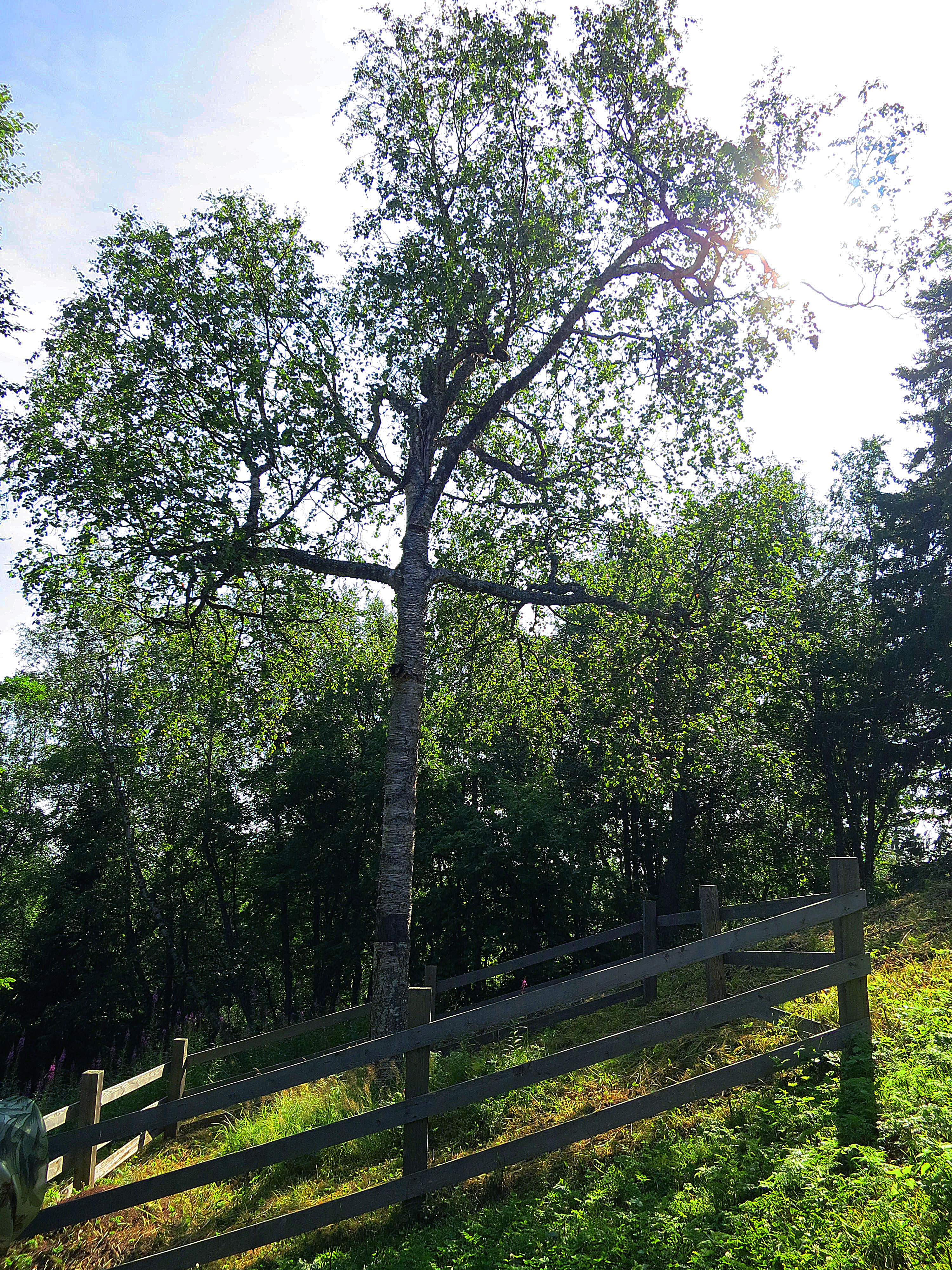
Bříza ve tvaru kříže na úpatí Golgoty
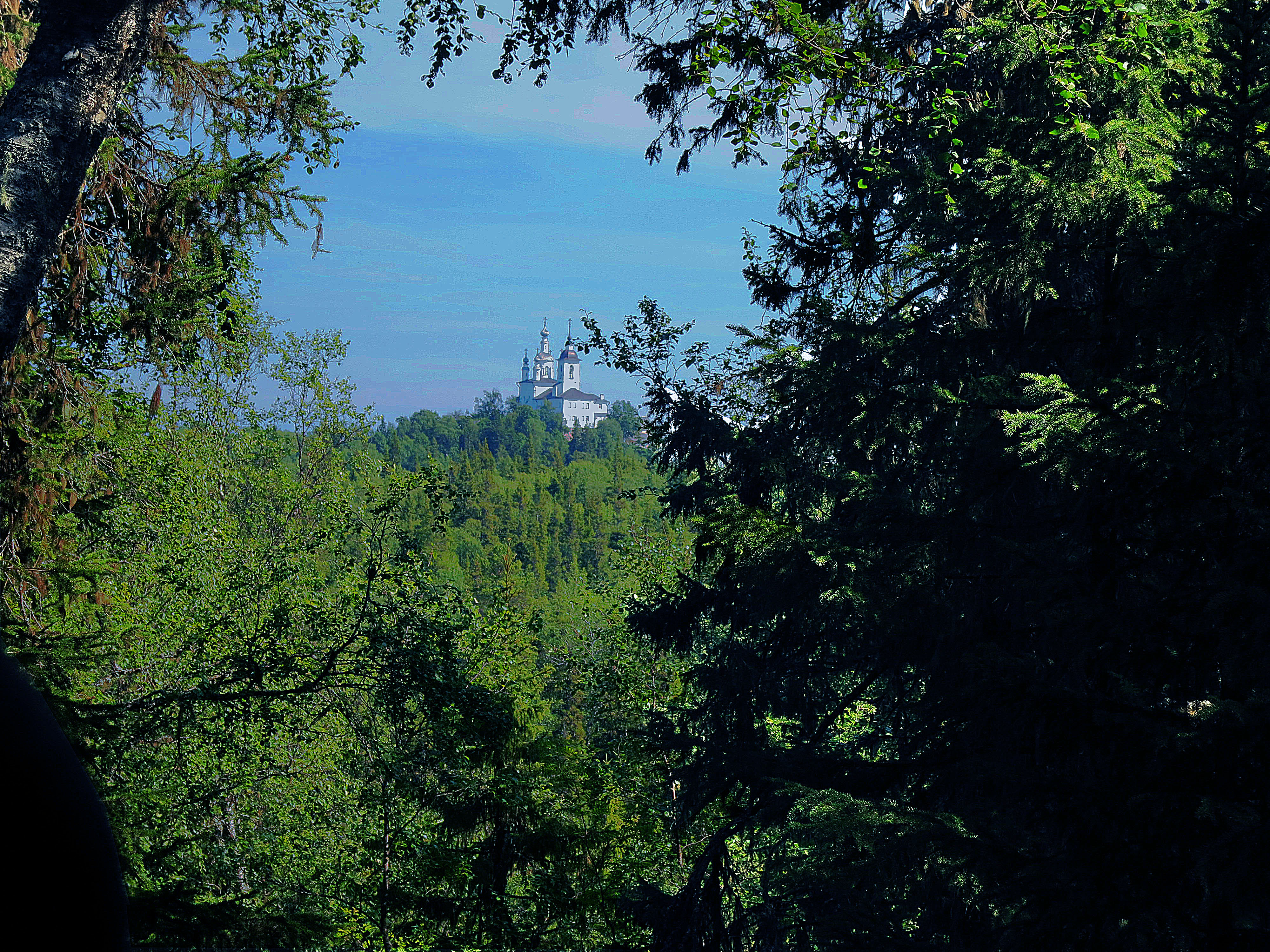
Pohled od poustevny sv. Eleazara